# Mars Bonfire
Dennis Edmonton (21. april 1943 i Oshawa i Ontario i Canada), også kendt under sit scenenavn Mars Bonfire, er en canadisk rockmusiker og sangskriver bedst kendt for at skrive hittet "Born to Be Wild" for Steppenwolf.
Han var født Dennis Eugene McCrohan, men han og hans bror Jerry skiftede deres efternavne til Edmonton i de tidlige 1960'ere. Brødrene var en del af bandet The Sparrows, som senere udviklede sig til Steppenwolf. Et andet medlem af The Sparrows var  Bruce Palmer, som senere blev medlem af Buffalo Springfield. Bonfire påbegyndte senere en solo-karriere, mens hans bror Jerry blev trommeslager for Steppenwolf. Efter at have forladt bandet, samarbejdede han ofte med Kim Fowley om Fowleys indspilninger og kunstnere tilknyttet Fowley.
Sange af Mars Bonfire indspillet af Steppenwolf:
- "Born To Be Wild" (Steppenwolf, 1968)
- "Faster Than The Speed Of Life" (Steppenwolf The Second, 1968)
- "Ride with Me" (For Ladies Only, 1971)
- "Tenderness" (For Ladies Only, 1971)
- "The Night Time's For You" (med Morgan Cavett, For Ladies Only, 1971)
- "Caroline (Are You Ready For The Outlaw World"), Steppenwolf Hour Of The Wolf, 1975)